# Aetapcus maculatus
Aetapcus maculatus is een  straalvinnige vissensoort uit de familie van indianenvissen (Pataecidae). De wetenschappelijke naam van de soort is voor het eerst geldig gepubliceerd in 1861 door Günther.